# Joakim Donner
Joakim Jalmar Donner, född 19 december 1926 i Helsingfors, är en finländsk geolog. Han är son till Kai Donner och Margareta (Greta) von Bonsdorff och bror till Jörn Donner.
Donner studerade i Helsingfors under Pentti Eskola och Matti Sauramo. Han tillbringade åren 1953-55 i Cambridge, där han ägnade sig åt kvartärforskning under ledning av Harry Godwin. Donner blev 1955 filosofie doktor och 1957 docent i geologi och paleontologi vid Helsingfors universitet. Han var från 1962 forskare vid finländska statens naturvetenskapliga kommission och blev 1965 professor i geologi och paleontologi vid nämnda universitet, en befattning vilken han innehade till 1990. Han har inriktat sin forskning på kvartärgeologi.
Sedan 1959 är han ledamot av Finska Vetenskaps-Societeten  och sedan 1973 av  Finska Vetenskapsakademien.

## Utmärkelser
- Riddartecknet av I klass av Finlands Vita Ros’ orden[2]
- Minnesmedalj för deltagande i 1941-1945 års krig[2]

[Redigera Wikidata]